# John Edmondson
John Edmondson (* 3. Februar 1933 in Toledo, Ohio; † 30. Dezember 2016) war ein US-amerikanischer Komponist.
Seine Studien absolvierte er an der Universität von Florida 1955 mit dem Bachelor of Art und an der Universität von Kentucky 1960 mit dem Master of Music in dem Fach Komposition, wo er zusammen mit Kenneth Wright and R. Bernard Fitzgerald studierte. Danach dozierte er an der Kentucky Akademie für 10 Jahre im Fach Musik. Genau wie Paul Yoder galt sein Hauptinteresse den College Blasorchestern, für die er pädagogische Werke schrieb. 
Für eine ganze Reihe von Universitäts-Marching-Bands (University Wildcat Marching Band of Kentucky, Syracusse, Morehead State Kentucky, Eastern Kentucky State Louisville) arrangierte er Werke. Auch als Solo-Trompeter und Pianist spielte er bei verschiedenen Konzerten. Die folgenden 10 Jahre verbrachte er in Miami Beach, Florida, als Herausgeber von schulischer Orchesterliteratur. Zusammen mit Paul Yoder verfasste er auch die Fun-Way Band Method und vertrieb sie über den Verlag, für den er verantwortlich arbeitete. Anschließend siedelte er nach Wisconsin, um dort ebenfalls als Hauptverantwortlicher für Concert Band Publications eines bedeutenden US-amerikanischen Musikverlags tätig zu werden. 
Er war verheiratet mit der Komponistin und Flötistin Anne McGinty und wohnte mit ihr in Scottsdale, Arizona, wo beide als freischaffende Komponisten und Arrangeure tätig waren.

## Werke

### Werke für Blasorchester
- 1970 Pageantry Overture
- 1971 Amazing Grace
- 1981 Freedom Overture
- 1983 Three English Folk Songs
- 1984 American Folk Fantasy
- 1984 Silver Jubilee Overture
- 1984 Three Scottish Folk Songs
- 1985 A Merry Old English Christmas
- 1985 Glen Canyon Overture
- 1985 Jazz Prelude
- 1985 New South Wales March
- 1986 A Christmas Prelude
- 1986 Air for Winds
- 1986 Crystal City Overture
- 1986 Major Murray
- 1988 March of the Irish Guard
- 1990 Kensington March
- 1995 Mount Rushmore March
- A Centennial Tribute
- Air and Allegro
- Blackhawk Overture
- Briarwood Overture
- Cantilena
- Christmas Rock
- Decennium
- Delmar Celebration
- Duke Ellington's Sophisticated Ladies
- Essay in Blue für Saxophon-solo und Blasorchester
- Fantasy on a French Folk Song
- It's Broadway
- (Meet) The Flintstones
- Montezuma's Castle
- Rondo
- Songs
- Tamarac Overture
- The Invicibles
- Three Pieces
- Two French Carols
- Two Songs from Nova Scotia
- Wham
- Wind Sketch